# Guido Andreozzi
Guido Andreozzi (* 5. August 1991 in Buenos Aires) ist ein argentinischer Tennisspieler.

## Karriere
Andreozzi spielt hauptsächlich auf der ATP Challenger Tour sowohl im Einzel als auch im Doppel. So gewann er bislang zwei Titel im Einzel und acht Titel im Doppel. Sein erstes Spiel auf der ATP World Tour bestritt er bei den US Open 2012, wo er in der ersten Runde deutlich in drei Sätzen dem Japaner Kei Nishikori unterlag.

## Erfolge
| Legende (Anzahl der Siege) |
| Grand Slam                 |
| ATP Finals                 |
| ATP Tour Masters 1000      |
| ATP Tour 500               |
| ATP Tour 250 (3)           |
| ATP Challenger Tour (48)   |

| ATP-Titel nach Belag |
| Hartplatz (0)        |
| Sand (3)             |
| Rasen (0)            |

### Einzel

#### Turniersiege
| Nr. | Datum              | Turnier        | Belag     | Finalgegner                 | Ergebnis         |
| --- | ------------------ | -------------- | --------- | --------------------------- | ---------------- |
| 1.  | 8. Juli 2012       | Lima           | Sand      | Facundo Argüello            | 6:3, 6:76, 6:2   |
| 2.  | 13. Oktober 2013   | San Juan       | Sand      | Diego Sebastián Schwartzman | 6:74, 7:65, 6:0  |
| 3.  | 14. Februar 2016   | Santo Domingo  | Sand      | Nicolás Kicker              | 6:0, 6:4         |
| 4.  | 29. Mai 2016       | Vicenza        | Sand      | Pere Riba                   | 6:0, Aufgabe     |
| 5.  | 3. März 2018       | Punta del Este | Sand      | Simone Bolelli              | 3:6, 6:4, 6:3    |
| 6.  | 22. April 2018     | Tunis          | Sand      | Daniel Gimeno Traver        | 6:2, 3:0 Aufgabe |
| 7.  | 16. September 2018 | Stettin        | Sand      | Alejandro Davidovich Fokina | 6:4, 4:6, 6:3    |
| 8.  | 3. November 2018   | Guayaquil      | Sand      | Pedro Sousa                 | 7:5, 1:6, 6:4    |
| 9.  | 27. November 2022  | Temuco         | Hartplatz | Nicolás Kicker              | 4:6, 6:4, 6:2    |

### Doppel

#### Turniersiege

##### ATP Tour
| Nr. | Datum            | Turnier      | Belag | Partner                   | Finalgegner                  | Ergebnis          |
| --- | ---------------- | ------------ | ----- | ------------------------- | ---------------------------- | ----------------- |
| 1.  | 26. Juli 2024    | Umag         | Sand  | Miguel Ángel Reyes Varela | Manuel Guinard Grégoire Jacq | 6:4, 6:2          |
| 2.  | 16. Februar 2025 | Buenos Aires | Sand  | Théo Arribagé             | Rafael Matos Marcelo Melo    | 7:5, 4:6, [10:7]  |
| 3.  | 20. Juli 2025    | Båstad       | Sand  | Sander Arends             | Adam Pavlásek Jan Zieliński  | 6:74, 7:5, [10:6] |

##### ATP Challenger Tour
| Nr. | Datum              | Turnier           | Belag     | Partner                   | Finalgegner                                    | Ergebnis           |
| --- | ------------------ | ----------------- | --------- | ------------------------- | ---------------------------------------------- | ------------------ |
| 1.  | 18. September 2011 | Belo Horizonte    | Sand      | Eduardo Schwank           | Ricardo Hocevar Christian Lindell              | 6:2, 6:4           |
| 2.  | 2. Oktober 2011    | Recife            | Sand      | Marcel Felder             | Rodrigo Antônio Grilli André Miele             | 6:3, 6:3           |
| 3.  | 13. Mai 2012       | Rio Quente        | Hartplatz | Marcel Felder             | Thiago Alves Augusto Laranja                   | 6:3, 6:3           |
| 4.  | 14. September 2013 | Cali (1)          | Sand      | Eduardo Schwank           | Carlos Salamanca João Souza                    | 6:2, 6:4           |
| 5.  | 21. September 2013 | Campinas (1)      | Sand      | Máximo González           | Thiago Alves Thiago Monteiro                   | 6:4, 6:4           |
| 6.  | 30. August 2014    | Como              | Sand      | Facundo Argüello          | Steven Diez Enrique López Pérez                | 6:2, 6:2           |
| 7.  | 27. September 2014 | Porto Alegre      | Sand      | Guillermo Durán           | Facundo Bagnis Diego Sebastián Schwartzman     | 6:3, 6:3           |
| 8.  | 4. Oktober 2014    | Cali              | Sand      | Guillermo Durán           | Alejandro González César Ramírez               | 6:3, 6:4           |
| 9.  | 13. Juni 2015      | Caltanissetta (1) | Sand      | Guillermo Durán           | Lee Hsin-han Alessandro Motti                  | 6:3, 6:2           |
| 10. | 11. Juni 2016      | Caltanissetta (2) | Sand      | Andrés Molteni            | Marcelo Arévalo Miguel Ángel Reyes Varela      | 6:1, 6:2           |
| 11. | 22. Juli 2017      | Posen             | Sand      | Jaume Munar               | Tomasz Bednarek Gonçalo Oliveira               | 6:74, 6:3, [10:4]  |
| 12. | 29. Juli 2017      | Cortina d’Ampezzo | Sand      | Gerald Melzer             | Steven De Waard Ben McLachlan                  | 6:2, 7:64          |
| 13. | 31. März 2018      | Marbella          | Sand      | Ariel Behar               | Martin Kližan Jozef Kovalík                    | 6:3, 6:4           |
| 14. | 27. Oktober 2018   | Lima              | Sand      | Guillermo Durán           | Ariel Behar Gonzalo Escobar                    | 2:6, 7:65, [10:5]  |
| 15. | 11. November 2018  | Montevideo (1)    | Sand      | Guillermo Durán           | Facundo Bagnis Andrés Molteni                  | 7:65, 6:4          |
| 16. | 18. November 2018  | Buenos Aires (1)  | Sand      | Guillermo Durán           | Marcelo Demoliner Andrés Molteni               | 6:4, 4:6, [10:3]   |
| 17. | 26. Januar 2019    | Punta del Este    | Sand      | Guillermo Durán           | Sander Gillé Joran Vliegen                     | 6:2, 6:76, [10:8]  |
| 18. | 14. September 2019 | Stettin (1)       | Sand      | Andrés Molteni            | Matwé Middelkoop Hans Podlipnik-Castillo       | 6:4, 6:3           |
| 19. | 29. September 2019 | Buenos Aires (2)  | Sand      | Andrés Molteni            | Hugo Dellien Federico Zeballos                 | 6:73, 6:2, [10:1]  |
| 20. | 3. Juli 2021       | Porto             | Hartplatz | Guillermo Durán           | Renzo Olivo Miguel Ángel Reyes Varela          | 6:75, 7:65, [11:9] |
| 21. | 18. Juni 2022      | Corrientes        | Sand      | Guillermo Durán           | Nicolás Álvarez Murkel Dellien                 | 7:5, 6:2           |
| 22. | 9. Juli 2022       | Todi              | Sand      | Guillermo Durán           | Romain Arneodo Jonathan Eysseric               | 6:1, 2:6, [10:6]   |
| 23. | 1. Oktober 2022    | Buenos Aires (3)  | Sand      | Guillermo Durán           | Román Andrés Burruchaga Facundo Díaz Acosta    | 6:0, 7:5           |
| 24. | 15. Oktober 2022   | Rio de Janeiro    | Sand      | Guillermo Durán           | Karol Drzewiecki Jakub Paul                    | 6:3, 6:2           |
| 25. | 5. November 2022   | Guayaquil         | Sand      | Guillermo Durán           | Facundo Díaz Acosta Luis David Martínez        | 6:0, 6:4           |
| 26. | 19. November 2022  | São Leopoldo      | Sand      | Guillermo Durán           | Felipe Meligeni Alves João Lucas Reis da Silva | 5:1 aufgg.         |
| 27. | 26. November 2022  | Temuco            | Hartplatz | Guillermo Durán           | Luis David Martínez Jeevan Nedunchezhiyan      | 6:4, 6:2           |
| 28. | 8. Januar 2023     | Tigre             | Sand      | Ignacio Carou             | Leonardo Aboian Ignacio Monzón                 | 5:7, 6:4, [10:5]   |
| 29. | 28. Januar 2023    | Concepción        | Sand      | Guillermo Durán           | Luciano Darderi Oleh Prychodko                 | 7:61, 6:73, [10:7] |
| 30. | 24. Juni 2023      | Cali (2)          | Sand      | Cristian Rodríguez        | Orlando Luz Oleh Prychodko                     | 6:3, 6:4           |
| 31. | 8. Oktober 2023    | Campinas (2)      | Sand      | Guillermo Durán           | Diego Hidalgo Cristian Rodríguez               | 7:64, 6:3          |
| 32. | 28. Oktober 2023   | Curitiba          | Sand      | Ignacio Carou             | Diego Hidalgo Cristian Rodríguez               | 6:4, 6:4           |
| 33. | 18. November 2023  | Montevideo (2)    | Sand      | Guillermo Durán           | Boris Arias Federico Zeballos                  | 2:6, 7:62, [10:8]  |
| 34. | 3. Februar 2024    | Piracicaba (1)    | Sand      | Guillermo Durán           | Daniel Dutra da Silva Pedro Sakamoto           | 6:2, 7:65          |
| 35. | 30. März 2024      | Neapel            | Sand      | Miguel Ángel Reyes Varela | Théo Arribagé Victor Vlad Cornea               | 6:4, 1:6, [10:7]   |
| 36. | 15. Juni 2024      | Perugia           | Sand      | Miguel Ángel Reyes Varela | N. Sriram Balaji Andre Begemann                | 6:4, 7:5           |
| 37. | 14. September 2024 | Stettin (2)       | Sand      | Théo Arribagé             | Ryan Seggerman Szymon Walków                   | 6:2, 6:1           |
| 38. | 16. November 2024  | Montevideo (3)    | Sand      | Orlando Luz               | Mariano Kestelboim Franco Roncadelli           | 4:6, 6:3, [10:8]   |
| 39. | 2. Februar 2025    | Piracicaba (2)    | Sand      | Orlando Luz               | Marcelo Demoliner Fernando Romboli             | 6:74, 6:2, [11:9]  |